# Quý ông

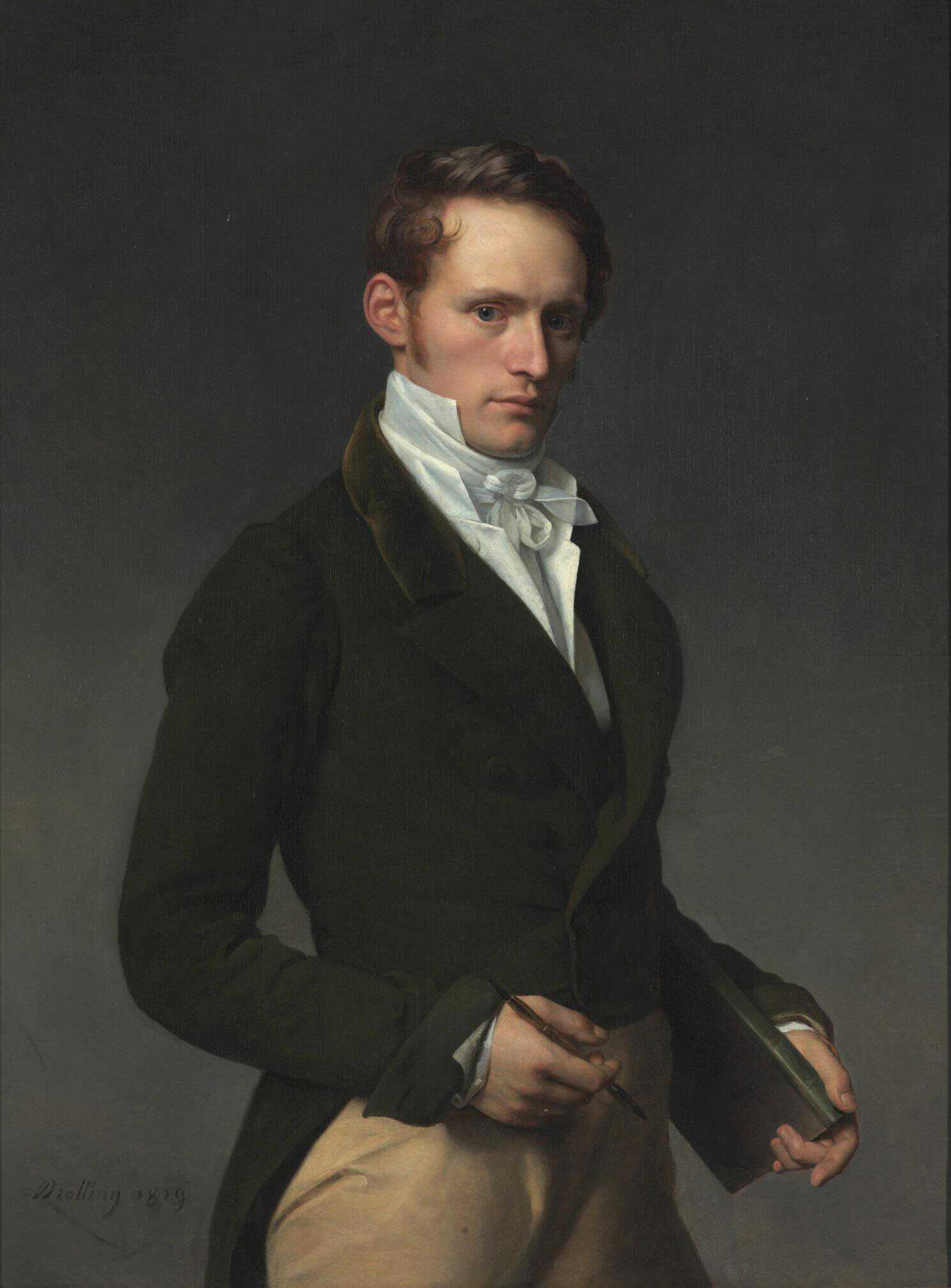
Chân dung một quý ông ở phương Tây (1819).

Gentleman (phiên âm: [ jen-tl-muhn ] /dʒɛntəlmən/) hay cách gọi tiếng Việt: Quý ông, là một thuật ngữ đề cập đến chuẩn mực của bất kỳ người đàn ông nào "văn minh, có học thức, tế nhị và phong thái tốt."
Gentleman là một đặc quyền được chia sẻ giữa giới thượng lưu và quý tộc, các tầng lớp cấu thành của quý tộc Anh. Theo truyền thống, và nguồn gốc nghiêm ngặt của từ ngữ thì quý ông phải thuộc tầng lớp thượng lưu, tức là người có chức danh thấp nhất của Thứ bậc hoàng tộc, Quý tộc và Hiệp sĩ. Giới quý tộc đã hạ cánh hiện không còn thuộc về quý tộc, họ được quyền trưng bày thanh kiếm (hay chiếc khiên huy hiệu) và quý ông phải là chuẩn mực của gia đình.
Mặc dù, quý ông không phải là một người hoàn hảo nhưng đây được coi là dấu hiệu của địa vị xã hội và giá trị nhất định như một chỉ số về thứ hạng và sự sung túc cho nam giới.

## Từ nguyên
Cụm từ gentleman là một danh từ, trong ý nghĩa tiếng Anh được tách thành (gentle + man). Từ "gentle" trong tiếng Anh mang ý nghĩa nhẹ nhàng, từ tốn, đáng yêu hoặc tốt bụng và từ "man" bao hàm ý nghĩa người đàn ông. Từ "gentle" bắt nguồn từ tiếng Pháp cổ là gentilz mang ý nghĩa "sinh ra tốt". Do đó, từ nguyên cuối cùng của gentil là gentilis trong tiếng Latinh mang ý nghĩa "thuộc cùng một gia đình, chủng tộc hoặc quốc tịch"; và trong nhiều tài liệu tiếng Anh-Latinh, nó được phiên dịch là "rộng lượng". Mối quan hệ từ nguyên gentleman cũng tồn tại đối với thuật ngữ tiếng Anh là gentry, theo nghĩa rộng hơn biểu thị giới quý tộc.
Thuật ngữ cũng song song trong tiếng Pháp gọi là gentilhomme (homme: nam giới), trong ngôn ngữ tiếng Tây Ban Nha là gentilhombre, tiếng Ý là gentiluomo và tiếng Đức là Ehrenmann hoặc Kavalier.
Theo từ điển Thiều Chửu, trong tiếng Việt gọi nôm na là Quý ông ("ông" trong tiếng gọi tôn quý nhau với nam giới).

## Định nghĩa truyền thống

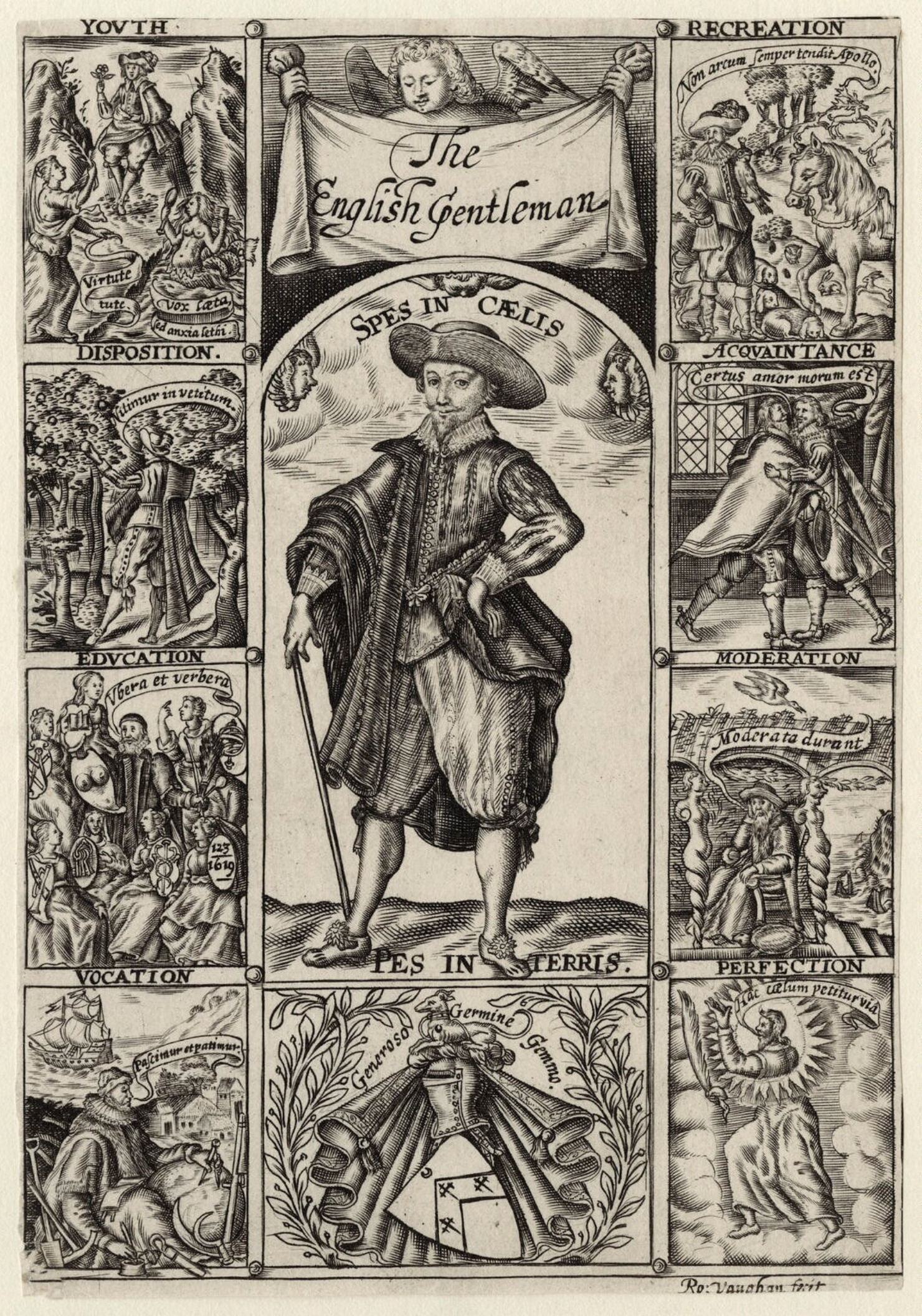
The Complete English Gentleman (1630), một trang từ cuốn sách của Richard Brathwait thể hiện những phẩm chất liên quan đến việc trở thành một quý ông.

Thuật ngữ "gentleman" phức tạp hơn nhiều do nó không thể được định nghĩa bằng hàng loạt các quy tắc và thường tương đối mơ hồ trên các từ điển hay thông tin đại chúng, không có đường nét để khó có thể mô tả đặc điểm chính xác ràng buộc. Những điều sau đây được quy cho là cần thiết, đôi khi cũng là điều kiện tiên quyết đủ để xem xét bất kỳ người đàn ông nào có thể là một quý ông hay không:
1. Một người đàn ông hào hiệp, nhã nhặn, hoặc một người đáng kính.[4][11]
2. Một cách lịch sự hay hình thức để chỉ một người đàn ông.
3. Một người đàn ông xuất thân danh giá gắn liền với hộ gia đình hoàng tộc.
4. Một người đàn ông có vị trí tốt trong xã hội, đặc biệt là một người giàu có và nhàn hạ.
5. Một chức danh lịch sự dành cho một thành viên nam của Hạ nghị viện hoặc Hạ viện.

### Xuất thân

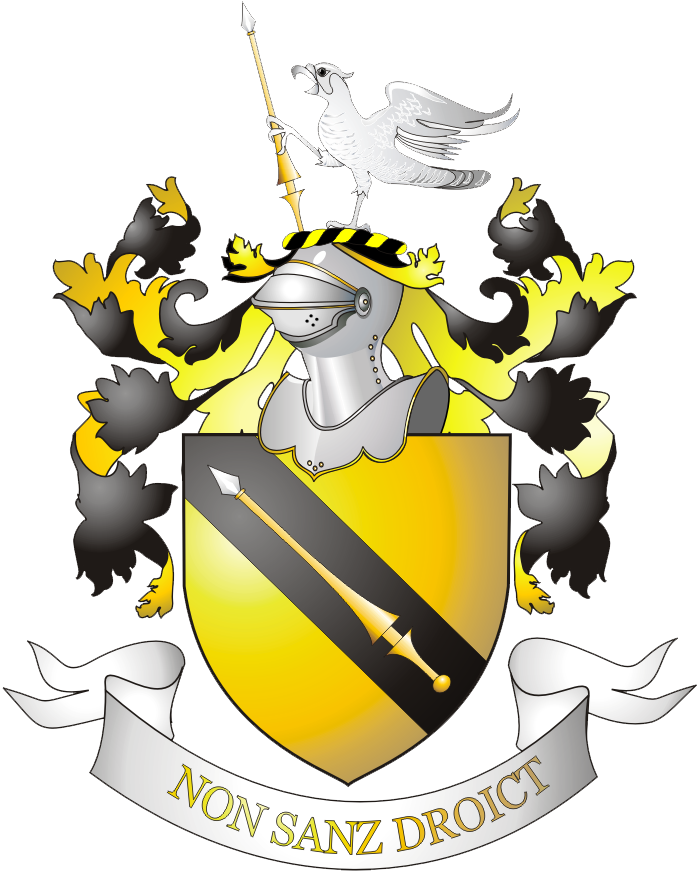
Phù hiệu áo giáp của William Shakespeare.

Vào cuối những năm 1500, giáo sĩ William Harrison, khi bản thân ông là "hình mẫu hiện đại", đã định nghĩa rằng "các quý ông là những người có chủng tộc và dòng máu đang chảy trong cơ thể họ, hoặc ít nhất là biểu hiện đức tính của họ. Điều này làm cho họ trở nên cao quý và được mọi người biết đến."
Trong bối cảnh này, nhà sử học Maurice Keen (1933-2012) mô tả hạng mục xã hội của gentleman là "thứ hạng Anh gần nhất, tương đương với thứ hạng quý tộc của Pháp." Do đó, hạng mục xã hội của quý ông (peerage) trong tiếng Anh tương ứng với tiếng Pháp gentilhomme (nhà quý tộc).
Vào thế kỷ 14, thuật ngữ quý ông bao gồm giai cấp thống trị cha truyền con nối, vốn là những người nổi dậy trong Cuộc nổi dậy của nông dân (1381), chẳng hạn như một thành ngữ nổi tiếng của những người ủng hộ linh mục John Ball, phổ biến vào thế kỷ thứ 14:
“Khi Adam đi cày và Eve đo đất
Vậy thì ai là quý ông chăng?”

Một quý ông thường được mong đợi phải có phù hiệu (chiếc khiên đại diện cho gia tộc), người ta chấp nhận rằng chỉ một quý ông mới có phù hiệu, và vì vậy điều này được chỉ ra trong một cốt chuyện của William Shakespeare về cách "gentleman" được tạo ra:
Những quý ông tổ tiên không được biết đến là William, Công tước xứ Normandy (đối với các dân tộc Anglo-Saxon vẫn còn tồn tại, chúng ta hiện không khen ngợi, ít hơn nhiều về vấn đề người Anh) bắt đầu đến nước Anh sau cách thức này trong thời đại của chúng ta. Là người đã nghiên cứu các quy luật của vương quốc, người tuân thủ trong trường đại học, dành tâm trí của anh ta cho những cuốn sách, hoặc nghiên cứu vật lý và khoa học tự do, hay bên cạnh phòng công tác của anh ta trong phòng chỉ huy của các cuộc chiến tranh, hoặc lời khuyên tốt mà anh ta đưa ra ở nhà, nhờ đó mà khối tài sản chung của anh ta được hưởng lợi, anh ta có thể sống mà không cần lao động chân tay; và để có thể và sẽ gánh vác việc cảng, phí và sự chăm sóc của một quý ông, anh ta sẽ vì tiền mà có áo khoác và huy hiệu học được ban tặng cho anh bởi truyền lệnh quan và thứ được làm tốt đến mức rẻ tiền được gọi là bậc thầy (master), đó là danh hiệu mà dành cho những người đàn ông là với chức vị Esquire và Gentleman là danh tiếng cho một quý ông mãi mãi.
Điều đó càng làm cho ít người không chấp nhận, vì Vương tước chẳng mất gì vì điều đó trong khi quý ông phải chịu quá nhiều thuế và các khoản thanh toán công cộng từ người vợ hoặc bản thân họ là người chồng, điều mà anh ta cũng vui mừng hơn vì đã cứu danh tiếng của mình. Quý ông cũng được kêu gọi tham gia các cuộc chiến tranh (vì với chính phủ của khối thịnh vượng chung mà anh ta ít can thiệp) bất cứ giá nào khiến anh ta phải trả giá, anh ta sẽ tự dàn trận và tự trang bị cho phù hợp, và thể hiện lòng dũng cảm nam tính hơn, và tất cả các từ khóa của người đàn ông mà anh ta đại diện. Không có người đàn ông nào bị tổn thương vì điều đó ngoài chính mình, kẻ phá hoại sẽ đi trong bụi rậm rộng hơn chân mình sẽ chịu, hoặc như tục ngữ của chúng ta đã nói, bây giờ và sau đó mang một cánh buồm lớn hơn thuyền của mình có thể trụ vững.

### Giáo dục

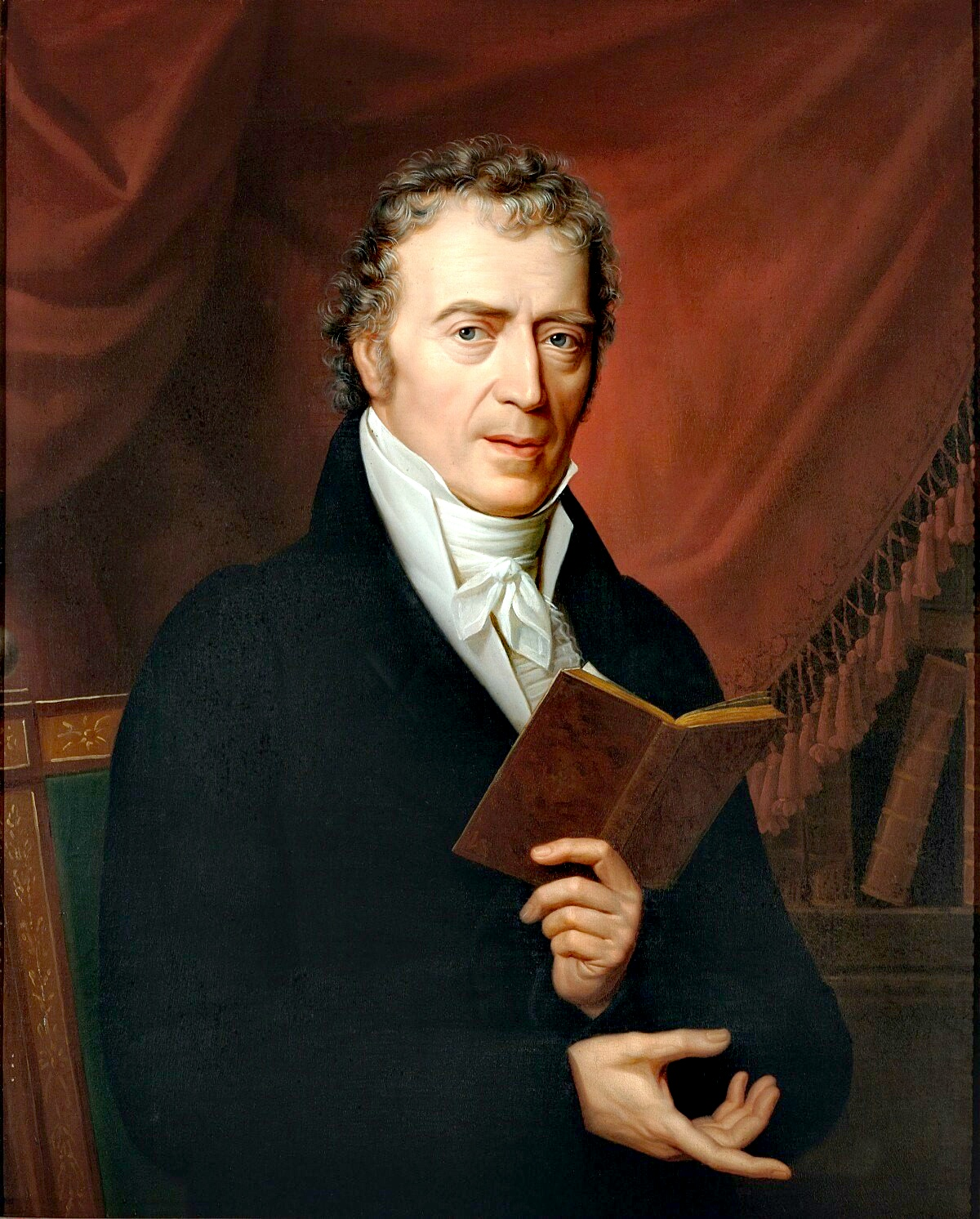
Christian Adolph Overbeck, thị trưởng Lübeck, nhà ngoại giao, nhà thơ và nhà khai sáng. Ông đại diện cho "hình mẫu của một quý ông" (chân dung của Rudolph Suhrlandt, 1818).

Richard Mulcaster, nhà quý tộc thuộc thời đại Elizabeth đã định nghĩa ra rằng "đặc điểm của quý ông là họ có thể đọc, viết, vẽ, hát và nói được ngoại ngữ khác. Một quý ông là một học giả và cũng hiểu biết về thần học và luật học.” Kempf đương thời của ông đã kêu gọi một "nền giáo dục về ngữ pháp, luận lý học và toán học."
Còn theo William Harrison, vào thời của Shakespeare thì ngoài những thứ khác đã có bao gồm ở trên thì những người đàn ông đó được xem là quý ông "học luật, ở trường đại học và bận rộn với sách, khoa học và nghệ thuật." Đó chính xác là tiêu chí mà trên thực tế thường không được chia sẻ bởi những giới có ảnh hưởng và có ảnh hưởng nhất ở Anh. Học bổng, kỹ năng ngôn ngữ, nghiên cứu luật pháp bị coi là "không xứng với một quý ông" và tốt nhất được coi là việc làm cho những người con trai quý tộc sinh sau, những người không có quyền thừa kế của cha và do đó phải tìm đường đi khắp thế giới ở nơi khác.
Một quan điểm tương tự cũng có thể được tìm thấy ở nhà văn người Mỹ Lewis Mumford, ông yêu cầu một "sự nuôi dạy nhân văn" từ một quý ông, nhưng lại coi kiến thức chi tiết chuyên sâu là khá tai hại. Người đàn ông lý tưởng hơn là người nói chung, là người biết nhiều điều gì đó về mọi thứ nhưng không có gì quá đáng. Trường công lập trở thành hình mẫu cho các quý ông và dịch vụ công cộng.

### Hành vi

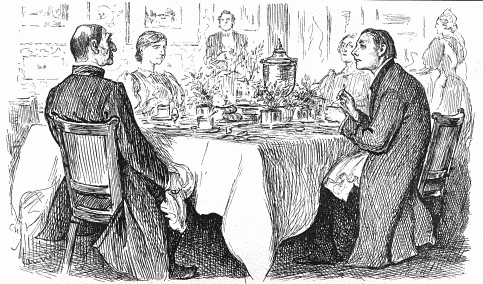
Biếm họa của George du Maurier mô tả về sự khiêm tốn thực sự là một đặc tính mỗi một quý ông cần có.

Bất kỳ hành vi nào hoặc tính cách có thể đáp ứng các tiêu chuẩn đạo đức và luân lý nhất định thường được nhắc đến như đặc điểm của một quý ông. Việc trở thành một quý ông là một hình thức thiên hướng về tính cách hơn so với phép xã giao, bởi vì mỗi người đàn ông bình thường vẫn có thể "thực hành các phép xã giao tốt".
Hành vi thể hiện một quý ông được minh họa rõ ràng trong các định nghĩa, được đưa ra trong các ấn bản của Bách khoa toàn thư Britannica. Trong lần xuất bản thứ 8 (năm 1856) thì đây vẫn là "giác quan mở rộng nhất" của thuật ngữ; "Theo phép lịch sự, danh hiệu "gentleman" thường được dành cho tất cả những người trên cấp bậc thợ thông thường khi cách cư xử của họ thể hiện một số sự sàn lọc và thông minh nhất định."
Các đặc tính của một quý ông gồm:
- Chính trực
- Trung thực
- Nhã nhặn
- Ôn hòa
- Siêng năng
- Lòng trắc ẩn
- Khiêm tốn

Thế kỷ 18 là thời kỳ của "Giáo phái lịch sự", thời kỳ mà sự tế nhị, tinh tế và nhã nhặn được đánh giá cao hơn tất cả. Dẫn theo lời của nhà văn người Anh Adam Nicolson, ông cho rằng 
"cuộc sống rộng lớn của những quý ông ở thế kỷ 18 trở nên nhẹ nhàng và trang nhã, theo cách mà không thời đại nào ở Anh, trước đây hay kể từ đó có thể kiểm soát được. [...] Theo một cách nào đó, phẩm giá tự nhiên của con người đã được hy sinh trên bàn thờ của một loại lịch sự rococo... Hành vi có thể chấp nhận được đã trở thành giống như một món đồ chơi và không lâu trước khi phong cách phản anh hùng vì một sự nhạy cảm tinh vi đã vượt quá tầm kiểm soát. Sự nam tính, hay thậm chí là khả năng sống sót trên thực tế gần như hoàn toàn bỏ rơi những người mắc chứng sùng bái sự nhạy cảm".

 Theo lý tưởng của thế kỷ 18, một quý ông trên hết được mong đợi là phải dễ chịu và dễ chịu, và vì vậy, tốt hơn là người đàn ông nên nói dối thay vì nói bất cứ điều gì có thể xúc phạm ai đó.
Vào đầu thế kỷ 19, một “phiên bản nam tính” cứng rắn hơn được nghiền ngẫm nhiều, nó bắt đầu thịnh hành; vì thế, tính cách của một quý ông là một điển hình cho xu hướng này. Tính cách đó phản ánh rất nhiều tiêu chuẩn thay đổi về sự nam tính của đàn ông nước Anh, không giống như các anh hùng của thế kỷ 18 ở phương Tây với sự lịch sự quá mức và không muốn xúc phạm.
Đối với Evelyn Waugh, với tư cách là một người bạn, đã viết thư cho Nancy Mitford vào năm 1956, văn bản cung cấp không ít lời giải thích cho tất cả sự vĩ đại của nước Anh, cái mà họ gọi là “quê hương vĩ đại của chúng ta” (all our national greatness). Tuy nhiên, mặc dù đã dành cả cuộc đời của mình để nghiên cứu khái niệm này (gentleman), Waugh chưa bao giờ giải thích ý nghĩa thực sự của nó. Ông cho rằng chỉ đơn giản là biết một quý ông khi chúng ta nhìn thấy rõ cách cư xử một người.
Nicolson cũng tiếp tục mô tả về một quý ông được trích từ tác phẩm Kiêu hãnh và Định kiến của nữ nhà văn Jane Austen về sự khác biệt giữa Ngài Bingley và Ngài Darcy như sau: "Ông Bingley là một người đàn ông thuộc thế kỷ 18: đẹp trai, trẻ trung, dễ mến, thú vị, thích khiêu vũ, lịch lãm, dễ chịu, ôn hòa, không bị chi phối và không hoàn toàn kiểm soát số phận của mình. Còn Darcy thì rất ổn, cao ráo, đẹp trai, cao quý, kiêu hãnh, biết cấm đoán, bất đồng và không chịu sự kiểm soát nào ngoài số phận của mình. Darcy là một người đàn ông thuộc tuýp thế kỷ 19, bản chất là nam tính, không khoan nhượng, đen tối và gợi cảm. Và dĩ nhiên, đó là Darcy, là người mà cuốn tiểu thuyết kết thúc bằng tình yêu."
Trong một cuộc khảo sát vào năm 2008, mà tờ báo điện tử The Irish Times thực hiện, các nhà chuyên môn đã báo cáo rằng "có 80% mọi người thừa nhận rằng cách cư xử ngày càng quan trọng trong thời kỳ kinh tế thay đổi."
Hơn nữa, trong cách sử dụng tốt nhất của thuật ngữ, "gentleman" liên quan đến một tiêu chuẩn ứng xử cao cấp nhất định. Do đó, xin trích dẫn ấn bản thứ 8 một lần nữa tới "lòng tự tôn và sự trau dồi về trí tuệ thể hiện trong cách cư xử tinh tế nhưng không hạn chế." Từ "dịu dàng" (gentle), ban đầu hàm ý về một địa vị xã hội nhất định, đã có từ rất sớm để gắn liền với tiêu chuẩn cư xử mong đợi từ địa vị đó.

### Trang phục
"Một quý ông đích thực là người không bỏ qua cơ hội nào. Chỉ cần một bộ quần áo đắt tiền và mọi thứ đều được duy trì một cách hoàn hảo là chưa đủ. Toàn bộ ngoại hình phải hoàn hảo. [...] Móng tay có được cắt tỉa cẩn thận không? Cái mũ có ngay ngắn không? Chiếc ô có được xếp gọn như mong muốn không? Một quý ông phải tự hỏi bản thân tất cả những câu hỏi này ngay sau khi anh ta ăn bữa sáng xong."

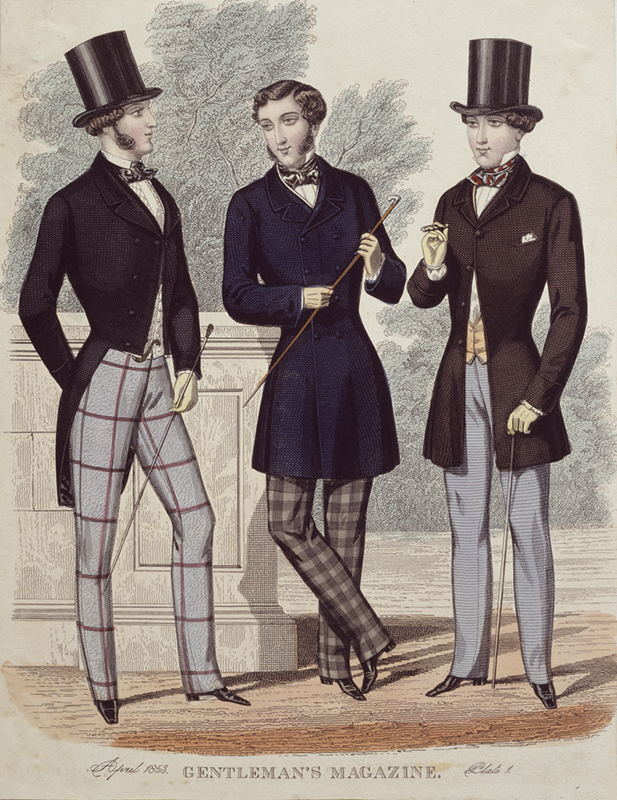
Các quý ông trên báo Gentleman Magazine trong những năm 1853

- Bernhard Roetzel: Der Gentleman. Handbuch der klassischen Herrenmode.

Một người đàn ông ăn mặc đẹp được định nghĩa là trang phục phải phù hợp dựa trên thời tiết, môi trường sống và phong cách riêng của họ. Ăn mặc đẹp không dựa trên vật chất của đồng tiền đối với một quý ông, mà là việc lựa chọn trang phục và phụ kiện cẩn thận dựa trên phương tiện, thời điểm và sở thích. Trang phục ảnh hưởng đến cách con người nhìn nhận bản thân. Cách ăn mặc của quý ông thể hiện rằng họ nhận ra sức mạnh khoa học của quần áo tạo nên và vai trò của trang phục trong xã hội.
Quần áo được sử dụng để thể hiện sự tôn trọng của một quý ông đối với gia chủ, văn phòng làm việc hoặc đối với người chủ trì một sự kiện; nhưng không phải để gây sốc, gợi lên sự ghen tị hoặc phô trương. Ăn mặc đẹp là một điểm đáng tự hào của một quý ông bởi nó thể hiện cá tính và gu thẩm mỹ của chính họ.

## Lịch sử phát triển thuật ngữ

### Phương Tây
"Khái niệm về người đàn ông luôn đóng một vai trò đặc biệt trong triết học, bởi vì nó thuộc về quan niệm của người Hy Lạp về người đàn ông lý tưởng, vì đức tính chiêm nghiệm đã được thần học xác nhận và đời sống học thuật đã được nâng niu bởi lý tưởng chân lý bất vị kỷ. Quý ông phải được miêu tả như một thành viên của một xã hội bình đẳng, những người sống từ lao động nô lệ hoặc ít nhất là từ việc làm của những người mà vị trí cấp dưới của họ là chẳng thể nghi ngờ."
- Bertrand Russell bàn về "Triết học phương Tây", trong Chương "Pythagoras"

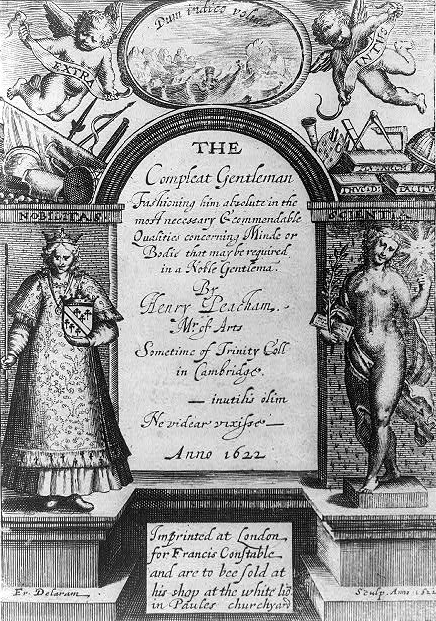
Trang tiêu đề cho "The Compleat Gentleman" của Henry Peacham (1576-1643), với đường viền phức tạp hiển thị các nhân vật của "Nobilitas" và "Scientia". Khắc bởi Francis Delaram (1590-1627).

Các hình thức mới của thuật ngữ "quý ông" đã được tạo ra để có thể bao gồm các vòng kết nối, theo tiêu chuẩn tương ứng của người nói, thậm chí không đáp ứng các yêu cầu của thuật ngữ quý ông. Như những quý ông mới lớn về tình yêu xứng đáng và được gọi là thương gia thành đạt, những quý ông về bản chất đơn giản hơn những mối quan hệ họ hàng, được đặc trưng bởi những phẩm chất đặc biệt. Phần lớn những người đàn ông được bổ nhiệm vào cấp bậc sĩ quan, đặc biệt là trong thời kỳ chiến tranh, những người thiếu các yêu cầu về trình độ xuất thân và giáo dục để có địa vị quý ông, đôi khi họ được gọi là quý ông tạm thời (temporary gentlemen).
Trong thời đại Victoria (1837-1901), khi ai đó được gọi là "gentleman" thì điều đó đồng nghĩa rằng họ không cần phải làm việc để kiếm tiền hoặc thực hiện bất kỳ thủ công lao động để sống và tồn tại.
Ngoài ra, loại đàn ông này được phân loại theo sở hữu đất đai của riêng họ và có thu nhập đặc biệt hậu hĩnh. Các quý ông đảm bảo rằng họ không mâu thuẫn ý kiến với người khác nhưng cố gắng duy trì danh tiếng đáng kính và dễ mến.
Với sự phát triển của thương mại và cuộc Cách mạng Công nghiệp từ năm 1700 đến năm 1900, thuật ngữ "gentleman" được mở rộng để bao gồm tất cả nam giới thuộc các tầng lớp chuyên nghiệp thành thị: luật sư, bác sĩ và thậm chí cả thương gia. Đến năm 1841, các quy tắc của câu lạc bộ quý ông mới tại Ootacamund là bao gồm: "... quý ông của Mercantile hoặc các ngành nghề khác, di chuyển trong vòng quay bình thường của xã hội Ấn Độ".
Mặc dù định nghĩa gentleman theo truyền thống của văn hóa phương Tây về một quý ông thường khá rõ ràng và khá hạn chế. Tuy nhiên, cuối thế kỷ thứ 18, khái niệm nghiêm ngặt dựa trên phân biệt giai cấp cho các quý ông bắt đầu được làm sáng tỏ. Nhà sử học Kitson Clark (1900–1975) đã "điều tra một cách tinh tế" để chỉ ra: "người Anh trở nên ít chắc chắn hơn về sự đầy đủ của những ý tưởng đơn giản về hệ thống cấp bậc sinh ra và bắt đầu bổ sung và nhầm lẫn quan niệm của một quý ông về sự ghi nhận của các phẩm chất tinh thần và đạo đức." Ngày càng có những người đàn ông nhận được sự giáo dục tốt như một quý ông, và cư xử đúng mực giống với các quý ông cũng bắt đầu được coi là "gentleman" mặc dù họ không thuộc tầng lớp thích hợp.
Từ cuối thế kỷ 19, danh hiệu quý ông bắt đầu giảm dần. Nó chỉ được nhắc đến khi một người đàn ông đặc biệt thân thiện hoặc lịch sự, đặc biệt là đối với phụ nữ. Tuy nhiên, thông thường, nó chỉ đơn giản được sử dụng như một từ đồng nghĩa với "đàn ông", như được thể hiện trong địa chỉ "Kính thưa quý vị".
Về mặt này, việc dán nhãn phân biệt ở nhà vệ sinh công cộng tại Anh với từ "Gents"; hoặc việc sử dụng từ ngữ này như câu lạc bộ của các quý ông thường là một tên gọi khoa trương; cũng có các ý đồng nghĩa cho các nhà thổ, hoặc tương tự.
Theo nghĩa gốc của nó, thuật ngữ tồn tại trong các sự kết hợp đồng tình như "gents" hoặc "gentleman".
Rộng hơn nữa, nó trở thành một phép lịch sự đối với tất cả đàn ông, như trong cụm từ "Ladies and Gentlemen". Trong thời hiện đại, các bài phát biểu hay các buổi lễ trao giải, thuật ngữ "gentleman" thường được dân chủ hóa để bao gồm bất kỳ người đàn ông nào có hành vi tốt, lịch sự hoặc lịch lãm hay thậm chí với tất cả nam giới (để chỉ các cơ sở phân biệt giữa giới tính nam và nữ; hoặc như một dấu hiệu của phép lịch sự của người nói khi xưng hô với người khác).

### Á Đông
Ở Đông Á, các đặc điểm của một "quý ông" (cách nói của người Á Đông là Quân tử) dựa trên các nguyên tắc của Nho giáo, trong đó thuật ngữ Jūnzǐ (君子) biểu thị và xác định "con trai của một người cai trị", một "hoàng tử", một "người đàn ông cao quý"; và những lý tưởng xác định khái niệm "quý ông", "người đàn ông thích hợp", và "người đàn ông hoàn hảo". Về mặt khái niệm, Jūnzǐ (君子) bao gồm một chủ nghĩa tinh hoa di truyền, bắt buộc người quân tử phải có đạo đức trong các việc làm như:
1. tu dưỡng đạo đức bản thân;
2. tham gia thực hành đúng lễ nghi;
3. tỏ lòng hiếu thảo và trung thành với ai đó;
4. vun đắp tình người.

Đối lập với ý nghĩa Jūnzǐ thì Xiǎorén (小人) mang ý nghĩa "tiểu nhân" và "tiểu nhân". Như trong tiếng Anh, động từ "small" trong cách sử dụng của người Trung Hoa là "tiểu" hoặc "nhỏ" có thể biểu thị và hàm ý một người "xấu tính", "nhỏ nhen trong tâm trí và trái tim, hay "tư lợi hẹp hòi", tham lam, vật chất và bề ngoài cá nhân.

## Cách sử dụng tại Vương Quốc Anh

### Chức danh chính thức tại triều đình

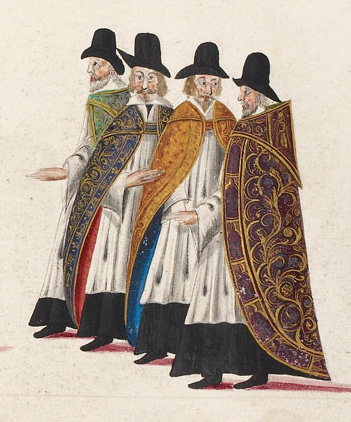
Quý ông của Chapel Royal tại đám tang của Elizabeth I của Anh.

Tại cung điện của các quốc gia thuộc chế độ quân chủ, mỗi một chức vụ điều có thể liên quan đến chức danh "Gentleman" (chức danh này sẽ được cử bởi một thành viên của quý tộc cấp thấp hoặc một thành viên danh dự phục vụ cho hoàng gia, trong khi các chức vụ cao nhất thường được dành cho quý tộc địa vị cao hơn).
Trong ngôn ngữ tiếng Anh-Anh, thuật ngữ cũng sử dụng trong lễ nghi triều đình tại Anh, Scotland (tương đương với "Lady" dành cho phụ nữ, "Page" (người mang tràng áo của vua và hoàng hậu, dành cho nam giới trẻ tuổi) bao gồm:
- Cận thần (Gentleman at Arms): những quý ông phục vụ như một đội cận vệ của vua chúa trong dịp lễ nghi.
- Quý ông phòng chờ (Gentleman in waiting): tương đương với Lady-in-waiting
- Quý ông tại buồng ngủ (Gentleman of the bedchamber): những người phục vụ cho vua chúa trong các bữa ăn, trang phục, canh gác phòng ngủ.
- Quý ông tại đền thờ (Gentleman at Chapel): những người phục vụ hợp xướng cho các lễ nghi cho hoàng gia.[26]

Chức danh Gentleman có thể xảy ra trong hoạt động về tôn giáo chẳng hạn như Gentiluomo của Đức Tổng Giám Mục Westminster trong Giáo hội Công giáo La Mã tại Vương quốc Anh là một người hộ tống cá nhân cho Hồng y Tổng Giám Mục Westminster.

### Địa chủ

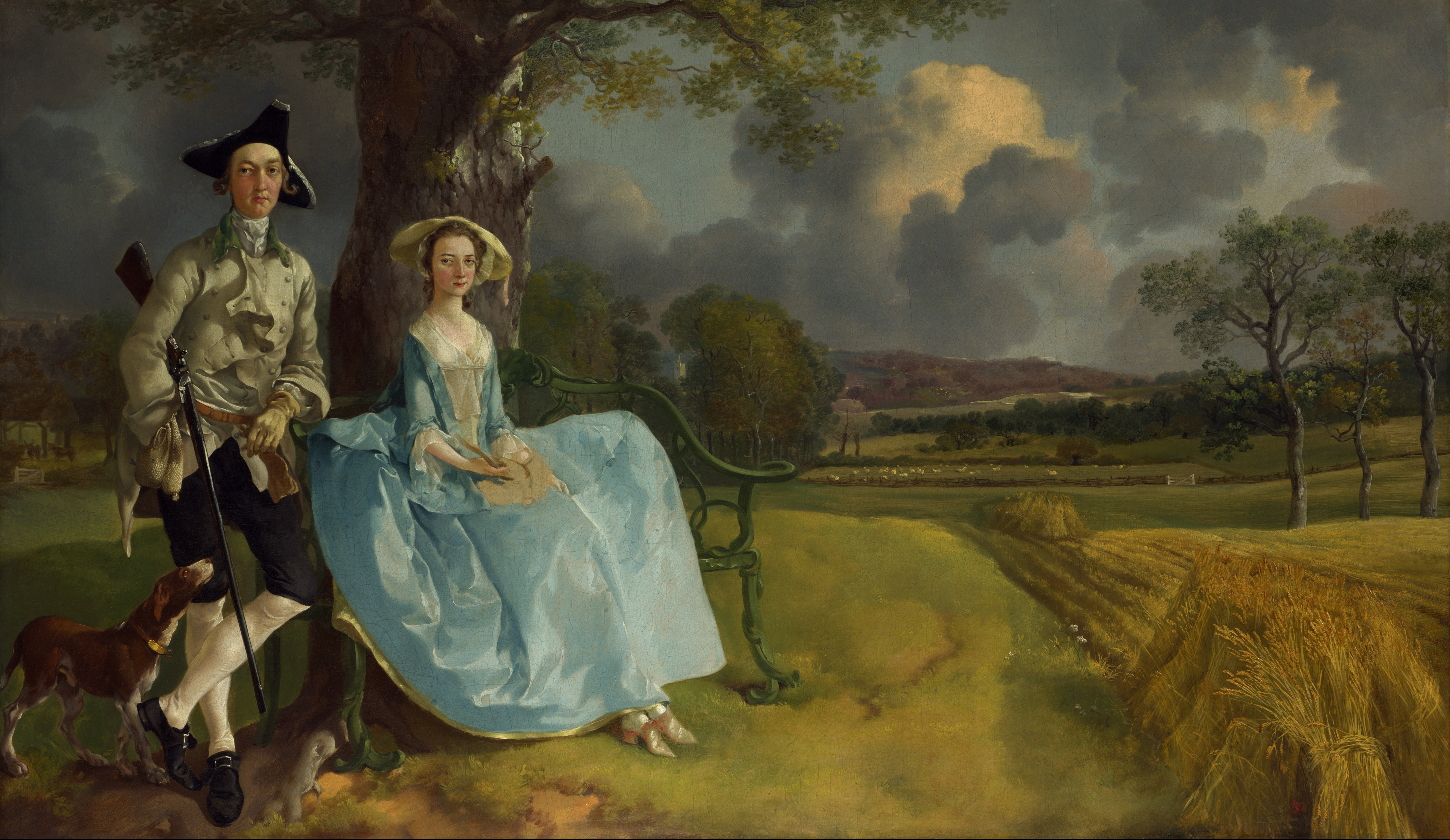
Mr and Mrs Andrews (khoảng năm 1750) tranh vẽ của Thomas Gainsborough, một cặp vợ chồng từ tầng lớp địa chủ, thể hiện một liên kết hôn nhân giữa hai gia đình khi một gia đình quý tộc với một thương gia.

Thực tế, có một trật tự khác biệt của Tầng lớp quý tộc đã hạ cánh tồn tại ở Vương quốc Anh từ rất sớm đã thường được giả định và được các cơ quan có thẩm quyền ủng hộ. Giống như hàng khanh tước, quý tộc địa chủ nhỏ được chia thành nhiều cấp bậc khác nhau, và cũng có một số vị trí vững chắc hơn những người khác.
Những Địa chủ (gentry) được hình thành từ những người có địa vị xã hội đã được Luật Bổ sung năm 1413 (Additions of 1413), công nhận là một tước vị riêng biệt. Nói chung, những người đàn ông có địa vị hoặc vị thế xã hội cao, giàu có, không cần phải làm việc kiếm sống được coi là một quý ông.

Theo cố giáo sư Freeman đề cập đến Địa chủ là một quý ông như thế này: 
"Đầu thế kỷ 11, trật tự của một 'gentry' giống như giai cấp riêng biệt dường như đang hình thành như một cái gì đó mới mẻ. Vào thời sự chinh phục của nước Anh dường như đã được thiết lập đầy đủ."

 Tuy nhiên, Sir George Sitwell đã gợi ý rằng ý kiến này dựa trên một quan niệm sai lầm về các điều kiện của xã hội thời trung cổ và nó hoàn toàn trái ngược với các bằng chứng tài liệu.
Không phải tất cả các chủ đất đều là "gentleman" và không phải tất cả các "gentleman" đều là chủ đất. Vì thế, không có gì đáng ngạc nhiên trong một xã hội lúc bấy giờ bị ám ảnh bởi phần lớn các thứ hạng có sự phân cấp và xếp hạng giữa các quý ông.
Vào đầu thế kỷ 19, tầng lớp quý tộc địa chủ chỉ chiếm một phần nhỏ dân số. Trong khi tầng lớp khanh tướng (peerage) bao gồm khoảng 300 gia đình thì quý tộc địa chủ chỉ chiếm bao gồm: 540 Nam tước, 350 hiệp sĩ, 6.000 điền chủ và khoảng 20.000 gentleman. Nhóm này chiếm khoảng 1,5% dân số cả nước và chiếm khoảng 16% thu nhập quốc dân. Không có cấp bậc nào trong số quý tộc địa chủ này được ngồi trong Hạ viện trong Quốc hội, trong khi vinh dự đó đã được dành cho những người thuộc hàng khanh tướng.
Để gia nhập hàng ngũ quý tộc, việc đơn giản như thừa kế một điền trang là không đủ. Họ phải kế thừa (hoặc mua — nhưng nhiều hơn ở điểm đó) một mảnh đất đủ lớn để chủ sở hữu có thể cho những người nông dân nhỏ hơn thuê và thuê người khác làm thay công việc lao động chân tay trong trang trại cho mình. Giả dụ, nếu anh ta phải tự mình canh tác ruộng đất, thì anh ta là một nông dân trồng trọt. Đó chắc chắn là một người đàn ông đáng kính, nhưng không phải là một quý ông.
Nói chung, một nông dân Yeoman (cấp bậc dưới cùng của địa chủ) sở hữu từ một đến ba trăm mẫu đất và sản xuất 40 đến 50 bảng Anh cho một năm. Vì vậy, một quý ông cần nhiều hơn thế.
Tuy nhiên, với sự trỗi dậy của cuộc cách mạng công nghiệp, các yêu cầu sau đó đã được nới lỏng vào nửa cuối thế kỷ 19. Những quý ông mới được đúc tiền này không có uy tín gắn bó với những người từ “gia tộc lâu đời”, những người được thừa kế các điền trang qua nhiều thế hệ. Vào những năm 1850, khái niệm về một quý ông bắt đầu chuyển từ thu nhập quyền sở hữu đất đai sang quy tắc ứng xử.
Trong thế kỷ 21, thuật ngữ "gentry" vẫn được sử dụng, vì giai cấp địa chủ ở nước Anh vẫn tồn tại, nhưng nó ngày càng đề cập nhiều hơn đến lịch sử hơn là của cải vật chất hoặc bất động sản hiện tại trong một gia đình. Hơn nữa, sự tôn trọng vốn đã từng được hầu hết người dân Anh tự động dành cho các thành viên của tầng lớp này đã gần như hoàn toàn tiêu tan khi sự giàu có, quyền lực chính trị và ảnh hưởng xã hội của nó giảm sút, các nhân vật xã hội khác như người nổi tiếng ngày càng chiếm vị trí trong lòng công chúng.

## Định nghĩa hiện đại

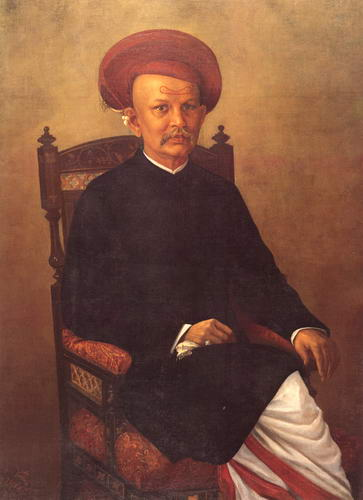
Chân dung của một quý ông thế kỷ 19, tranh vẽ bởi Raja Ravi Varma.

Ngày nay, danh hiệu “quý ông” không còn phù hợp như một biểu hiện của sự tinh tế và tính cách của một người, vì trên thực tế nó từng được quy cho những người đàn ông giàu có và chức tước chứ không dựa trên làm việc kiếm sống. Nhu cầu bắt buộc phải có nghề nghiệp và trên thực tế, việc sống một cuộc sống hoàn toàn nhàn hạ được coi là khá vô duyên. Vì thế thuật ngữ "gentleman" mang tính bình đẳng hơn nhiều cho ngày nay.
Để chỉ rằng một ai đó là quý ông có nghĩa là họ phải mong muốn đạt được nó. Sự giàu có và quyền lực không còn đủ cho định nghĩa truyền thống nữa, và đồng nghĩa với việc chúng đơn giản không phải là một phần phù hợp của định nghĩa hiện đại. Nó quan trọng bởi vì trở thành một quý ông đặt ra tiêu chuẩn cao cho nam giới. Tiền bạc và địa vị không thể mua được đẳng cấp hay sự tôn trọng.
Do đó, bất kỳ người đàn ông nào cũng có thể trở thành một quý ông trong thời đại ngày nay nếu anh ta muốn trở thành, nhưng đó không phải là một việc làm nhỏ và đó là cả một quá trình trong cuộc sống, một điều gì đó mà anh ta không ngừng phấn đấu để trở thành, hay một khát vọng đến từ việc theo đuổi sự hoàn thiện cá nhân, nhận thức về bản thân và động lực, hơn là một đích đến.
Thuật ngữ quý ông cũng được sử dụng trong Bộ luật thống nhất về tư pháp quân sự của Hoa Kỳ (gọi tắt là UCMJ - Uniform Code of Military Justice) trong điều khoản 133 đề cập đến "hành vi phù hợp với một sĩ quan và một quý ông."
Trong một số trường hợp, ý nghĩa của nó trở nên vặn vẹo thông qua những nỗ lực sai lầm để tránh xúc phạm bất kỳ ai; chẳng hạn như một bản tin về một cuộc bạo động có thể đề cập đến một “gentleman” cố gắng dùng thùng rác để phá cửa sổ và cướp một cửa hàng. Cùng đó, việc sử dụng tương tự (đặc biệt là giữa dấu ngoặc kép hoặc trong một giọng điệu thích hợp) cũng có thể là một sự mỉa mai có chủ ý.

## Văn hóa đại chúng

### Văn học
Việc sử dụng thuật ngữ "gentleman" là một khái niệm trọng tâm trong nhiều cuốn sách của Văn học Mỹ:
- Lạc lối ở New York của Horatio Alger (1904).
- Fraternity: A Romance of Inspiration của Anonymous, với phần đầu trong Lá thư từ J.P. Morgan (1836)
- Cuốn theo chiều gió của Margaret Mitchell (1936).
- Brideshead Revisited của nhà văn người Anh Evelyn Waugh (1945).

### Nhân vật hư cấu
- Harry Hart trong phim điện ảnh Mật vụ Kingsman (2015)[35]
- Jay Gatsby trong tác phẩm Gatsby vĩ đại của nhà văn F. Scott Fitzgerald[36]
- Sir Bindon Blood trong tác phẩm hư cấu Câu chuyện về Lực lượng Chiến trường Malakand được viết bởi Winston Churchill.[37]
- John Halifax trong John Halifax, Gentleman của tác giả Dinah Craik (1856).
- Edward Rochester trong Jane Eyre của tác giả Emily Bronte.[38][39]
- George Knightley trong tác phẩm Emma của Jane Austen.[40]

### Quý ông trong lịch sử
- Beau Brummell nổi tiếng vì cách ăn mặc tinh tế về thời trang vào thế kỷ thứ 19.
- Ngài Walter Raleigh, một quý ông được biết đến với những hành vi nhã nhặn.[41][42]
- Ernest Shackleton, nhà thám hiểm nổi tiếng vì hành động giải cứu người.

### Người nổi tiếng
Với nhiều người, khái niệm về quý ông hiện đại thường gắn liền với hình ảnh của những tài tử màn bạc hoặc thời trang.
- Cary Grant
- David Beckham
- David Gandy
- George Clooney
- James Dean
- Paul Newman
- Tom Hiddleston